# Dotalgut
Ein Dotalgut, von lateinisch dos (Mitgabe, Aussteuer), ist ein zur Verfügung stehender Besitz, welcher zur Aussteuer, Ausstattung einer Person, Stiftung oder Anstalt gegeben wurde, daher auch Brautschatz oder Mitgift.

## Frankreich/Italien
Hier entspricht das Dotalgut einer zu Beginn der Ehe vom Ehemann festgelegten Vergütung für die Gattin für den Fall der Witwenschaft. Es wird auch als „vidualitium“ oder „dotarium“ (franz. „donoire“) bezeichnet. Es ist ungewiss, ob es sich direkt aus der Morgengabe oder aus der Ehehälfte ergibt, oder ob beide Einrichtungen zusammen verwechselt werden. Zuerst war es der Bedeutung des Mannes angemessen und wurde in der ersten Hochzeit und für die Erfüllung der Ehe erworben. Später jedoch konnte auch Frauen aus der zweiten und dritten Ehe das Dotalgut zuerkannt werden und es wurde erst mit der Eheschließung erworben.
Diese in Frankreich weit verbreitete und legale Institution war in Italien selten, mit Ausnahme der Fürstenhäuser und der Provinzen, die am stärksten vom französischen Einfluss betroffen waren, wie Sizilien und Neapel, Nizza und Aosta. Die Verwendung des Gegenmitgiftes und des römischen Witwen-Nutzungsrechts verhinderte seine Verbreitung in Italien und ließ es in der Regel nicht zu, dass es gesetzlich vorgeschrieben wurde.
Während der Ehe lag die Verwaltung des Dotalgutes in der Verantwortung des Ehemannes, der auch dessen Nutznießer war. In allen aktuellen italienischen Gesetzen gibt es keine Spur von dieser Einrichtung.

## Dotales servi
„Dotales servi“ waren bei den Römern Sklaven, welche ein Vater seiner Tochter bei ihrer Verheiratung in der Mitgift mitgab und die daher auch mit der Dos Miteigentum des Mannes wurden.

## Dotalgut der Kirche
Bei einem Dotalgut der Kirche handelt es sich um den Grundstock des Kirchenvermögens. Siehe auch Kirchengut.

## Dotalbauern
Dotalbauern (Pfarrbauern, Wiedemuthsleute) sind Bauern, die das nutzbare Eigentum von Kirchengütern (Dotalgüter) haben und deshalb der Kirche oder dem Pfarrer eine Abgabe (Canon) entrichten oder zur unentgeltlichen Bestellung der Kirchen-, Pfarr- und Schuläcker verpflichtet sind. Sie sind dem Dotalgericht (Pfarrgericht) unterworfen. Die Dotalgerichte wurden von jeher meist als bloß amtssässig betrachtet und die Obergerichtsbarkeit den landes- oder gutsherrlichen Gerichten überlassen.